# Strada maestra M-2 (Kosovo)
La strada maestra M-2 (in albanese Rruga Magjistrale M-2) è una strada maestra del Kosovo.

## Percorso
La M-2 ha inizio al confine serbo presso Bërnjak. Tocca Kosovska Mitrovica, Pristina e Ferizaj, e termina al confine macedone presso Hani i Elezit.
Il percorso della M-2 corrisponde al tratto della strada jugoslava M-2 rimasto in territorio kosovaro.
Il governo della Serbia, che non riconosce l'indipendenza del Kosovo, classifica la strada come strada statale 32 (dal confine serbo-kosovaro a Kosovska Mitrovica) e come strada statale 31 (da Kosovska Mitrovica al confine macedone).
Parallelamente alla M-25 corre l'autostrada R6.